# Hawaii National Guard
Die Hawaii National Guard des US-Bundesstaates Hawaii besteht unter diesem Namen seit 1893 und ist Teil der im Jahr 1903 aufgestellten Nationalgarde der Vereinigten Staaten (akronymisiert USNG) und somit auch Teil der zweiten Ebene der militärischen Reserve der Streitkräfte der Vereinigten Staaten.

## Organisation
Die Mitglieder der Nationalgarde sind freiwillig Dienst leistende Milizsoldaten, die dem Gouverneur von Hawaii David Ige unterstehen. Bei Einsätzen auf Bundesebene ist der Präsident der Vereinigten Staaten Commander-in-Chief. Adjutant General of Hawaii ist seit 2019 Major General Kenneth S. Hara.
Bereits 1893 bis 1898 gab es die National Guard of Hawaii der Republik Hawaii, die während des Spanisch-Amerikanischen Krieges durch eine gemeinsame Entschließung (joint resolution) des Senates und des Repräsentantenhauses vom 7. Juli 1898 durch die Vereinigten Staaten annektiert wurde. Die Nationalgarden der Bundesstaaten (und auch des bis 1959 bestehenden Hawaii-Territoriums) sind seit 1903 bundesgesetzlich und institutionell eng mit der regulären Armee und Luftwaffe verbunden, so dass unter bestimmten Umständen mit Einverständnis des Kongresses die Bundesebene auf sie zurückgreifen kann.
Die Hawaii National Guard besteht aus den beiden Teilstreitkraftgattungen des Heeres und der Luftstreitkräfte, namentlich der Army National Guard und der Air National Guard. Davon zu trennen ist die Staatsgarde, die Hawaii Territorial Guard (aktiv 1941–1947), die allein dem Bundesstaat verpflichtet war und nach dem Angriff auf Pearl Harbor gebildet worden war.
Die Hawaii Army National Guard hatte 2017 eine Personalstärke von 2996, die Hawaii Air National Guard eine von 2172, was eine Personalstärke von gesamt 5168 ergibt.

## Einheiten

### Einheiten der Hawaii Army National Guard
- Hawaii National Guard Garrison/HQ in Honolulu, Oahu, Hawaii
- 29th Infantry Brigade Combat Team in Kalaeloa, Oahu
- 103d Troop Command in Pearl City, Oahu
- 298th Regiment Multifunctional Regional Training Institute in Waimanalo, Oahu
- 230th Engineer Company in Maui, Hawaii
- 487th Field Artillery in Mililani, Oahu
- B Company, 1st Battalion, 171st Aviation Regiment (mit Boeing-Vertol CH-47F) auf dem Wheeler Army Airfield, Wahiawa, Oahu
- Detachment 1, G Company, 1st Battalion, 189th Aviation Regiment (mit Sikorsky HH-60M Black Hawk) auf dem Kalaeloa Airfield
- C Company, 1st Battalion, 207th Aviation Regiment (mit Sikorsky UH-60M) auf dem Hilo International Airport, Hilo, Hawaii
- 1st Squadron, 299th Cavalry Regiment in Hilo, Hawaii, Kalaeloa, Oahu und Hanapepe, Kauai
- Hawaii Medical Detachment in Kalaeloa, Oahu
- 111th Army Band in Pearl City, Oahu
- 117th MPAD in Pearl City, Oahu

### Einheiten der Hawaii Air National Guard
- 154th Wing auf der Joint Base Pearl Harbor-Hickam, Honolulu
- 201st Combat Communications Group
- 201st Air Operations Group
- Hawaii Region Air Operations Center (HIRAOC) auf dem Wheeler Army Airfield.